# Glenn Gretlund
Glenn Gretlund  (født 23. august 1947) er tidligere en dansk atlet. Han var medlem af Kastrup Tårnby Atletik og Amager Atletik Club.
Gretlund er i dag direktør hos EHJ Transport & Spedition A/S

## Danske mesterskaber
- Sølv 1972 Spydkast 67,84
- Bronze 1968 Spydkast 62,22